# 甘粕長重
甘粕長重（？—1604年（慶長9年），是日本戰國時代越後國的武將，戰國大名上杉謙信、上杉景勝的家臣。因上杉謙信(本名長尾景虎)賜與他名字中的景字，故改名景重，或稱景持。官至近江守。與宇佐美定滿、柿崎景家、直江景綱有上杉四天王之稱。
永祿四年 （1561年）第四次川中島之戰中他擔任上杉軍的殿後部隊，使上杉軍得以順利退至善光寺。天正十年 （1582年）他奉景勝之命駐守三條城以作為討伐新發田重家的據點，並參與了天正十四年（1586年）攻擊新發田之戰、立下了斬殺敵方主將的戰功，得到景勝的感謝狀。慶長三年 （1598年）隨著景勝轉封至會津，關原之戰後轉封至米澤。慶長9年 （1604年）去世。
引发“甘粕事件”的甘粕正彦是其后代。